# Le Crabe-Tambour
Cet article concerne le roman. Pour le film qui en a été tiré, voir Le Crabe-Tambour (film).
Le Crabe-Tambour est un roman de Pierre Schoendoerffer paru en 1976 aux éditions Grasset et ayant reçu le Grand prix du roman de l'Académie française la même année. L'auteur a adapté son roman en 1977 dans son film Le Crabe-Tambour.

## Résumé
Après vingt ans d'exercice dans le civil, en Indochine, un médecin de la Marine nationale, prénommé Pierre, a obtenu sa réintégration dans les cadres. Il est affecté comme médecin-major de l'Éole, un aviso chargé de l'assistance à la grande pêche, celle que pratiquent les chalutiers entre le Canada et le Spitzberg. Pierre constate que le commandant de l'aviso connaît son ami et camarade de combat de l'épopée indochinoise, le lieutenant de vaisseau Willsdorff. Au fur et à mesure que la mission à la mer se déroule, et avec la complicité du chef mécanicien, ils vont renouer par de nombreux flashback les fils de la vie d'aventure de Willsdorff, au travers de la guerre d'Indochine, de la guerre d'Algérie. Par le biais d'une conversation à la radio VHF, le médecin-major et le commandant de l'aviso retrouveront brièvement Willsdorff, reconverti en capitaine de pêche à bord du Damoclès, un chalutier de grande pêche.
Après une escale à Amsterdam, marquant la fin de la première partie de la mission d'assistance, et un carénage du bâtiment à Lorient, les mêmes protagonistes repartent pour la seconde partie de la mission d'assistance au large de Terre-Neuve (sur les Grands Bancs). À la fin de cette mission, à l'occasion d'une escale du Damoclès à Saint-Pierre pour réparation, Pierre retrouve Willsdorff.   
Les épisodes indochinois et algériens de la vie de Willsdorff sont largement inspirés de la carrière militaire de Pierre Guillaume.

## Éditions
- Le Crabe-Tambour, éditions Grasset, 1976  (ISBN 2-246-00353-9).